# Дзинчън
Дзинчън (на китайски: 晉城; на пинин: Jìnchéng) е градска префектура в провинция Шанси, северен Китай. Административен център е Чънцю.
Площта ѝ е 9 490 квадратни километра, а населението – около 2 280 000 души (2010). Дзинчън е разположен в голям въгледобивен басейн, като в префектурата се намират една четвърт от китайските залежи на антрацит. В резултат на индустриализацията има сериозни проблеми със замърсяването на въздуха.